# Saint-Lubin-en-Vergonnois
Saint-Lubin-en-Vergonnois település Franciaországban, Loir-et-Cher megyében. Lakosainak száma 776 fő (2022. január 1.). Saint-Lubin-en-Vergonnois Fossé, Herbault, Landes-le-Gaulois, Saint-Bohaire, Saint-Sulpice-de-Pommeray és Valencisse községekkel határos.

## Népesség
A település népessége az elmúlt években az alábbi módon változott:
| Lakosok száma | 450  | 515  | 804  | 698  | 713  | 719  | 718  | 760  | 781  | 776  |
|               | 1968 | 1982 | 1990 | 2006 | 2013 | 2015 | 2017 | 2019 | 2020 | 2022 |